# Włodzimierz Ciołek
Włodzimierz Ciołek (Wałbrzych, 24 maart 1956) is een voormalig profvoetballer uit Polen, die zijn actieve carrière in 1990 beëindigde bij FC Grenchen in Zwitserland.

## Clubcarrière
Ciołek speelde als middenvelder voor Górnik Wałbrzych en Stal Mielec, voordat hij in 1987 naar Zwitserland vertrok om zich aan te sluiten bij tweedeklasser FC Grenchen.

## Interlandcarrière
Ciołek kwam in totaal 29 keer (vier doelpunten) uit voor de nationale ploeg van Polen in de periode 1980–1986. Hij maakte zijn debuut op 11 oktober 1978 onder bondscoach Ryszard Kulesza in de vriendschappelijke uitwedstrijd tegen Roemenië (1-0), net als Tadeusz Małnowicz.
Vier jaar later eindigde Ciołek met Polen op de derde plaats bij de WK-eindronde in Spanje, waar hij scoorde in het groepsduel tegen Peru (5-1). Hij deed eveneens mee aan het WK voetbal 1986 in Mexico. Zijn 29ste en laatste interland speelde hij op 4 september 1985 in Brno tegen Tsjechoslowakije (3-1), toen hij de aanvoerdersband droeg.
| Interlanddoelpunten | Interlanddoelpunten | Interlanddoelpunten | Interlanddoelpunten | Interlanddoelpunten | Interlanddoelpunten | Interlanddoelpunten | Interlanddoelpunten |
| #                   | Datum               | Locatie             | Wedstrijd           | Goal(s)             | Score               | Uitslag             | Wedstrijd           |
| ------------------- | ------------------- | ------------------- | ------------------- | ------------------- | ------------------- | ------------------- | ------------------- |
| 1                   | 12/10/1980          | Buenos Aires        | Argentinië – Polen  | 51'                 | 1 – 1               | 2 – 1               | Oefenduel           |
| 2                   | 19/11/1980          | Krakau              | Polen – Algerije    | 15'                 | 2 – 0               | 5 – 1               | Oefeninterland      |
| 3                   | 22/06/1982          | A Coruña            | Polen – Peru        | 76'                 | 5 – 0               | 5 – 1               | WK-eindronde        |
| 5                   | 07/09/1983          | Krakau              | Polen – Roemenië    | 52'                 | 1 – 1               | 2 – 2               | Oefeninterland      |

## Erelijst
Górnik Wałbrzych
- Pools topscorer

1984 (14 doelpunten)